# Enneanectes pectoralis
Enneanectes pectoralis är en fiskart som först beskrevs av Fowler, 1941.  Enneanectes pectoralis ingår i släktet Enneanectes och familjen Tripterygiidae. Inga underarter finns listade i Catalogue of Life.